# Depressió tropical nou (2003)
La depressió tropical nou fou una dèbil depressió tropical que es desenvolupà i dissipà en el Mar Carib durant l'agost del 2003. Es formà el 21 d'agost a partir del desenvolupament d'una ona tropical al sud de Puerto Rico, i en un principi es preveia que es reforçaria fins a l'estatus tempesta tropical, a causa de les condicions favorables de la zona per al seu desenvolupament. Tanmateix, el cisallament del vent actuà sobre el sistema i la depressió tropical es convertí en una ona tropical el 22 d'agost. El sistema generà precipitacions de moderades a fortes al llarg del seu camí que produïren destrosses en algunes cases de Martinica per acció d'un xàfec sever. A Puerto Rico, la pluja inundà deu cases, mentre que a la República Dominicana les precipitacions desbordaren alguns rius i hi hagué dos ferits.